# لولکاده
لولکاده (به لاتین: Loolkade) یک منطقهٔ مسکونی در سری‌لانکا است که در استان مرکزی (سری‌لانکا) واقع شده‌است.